# Muslimischer Friedhof von Banjul

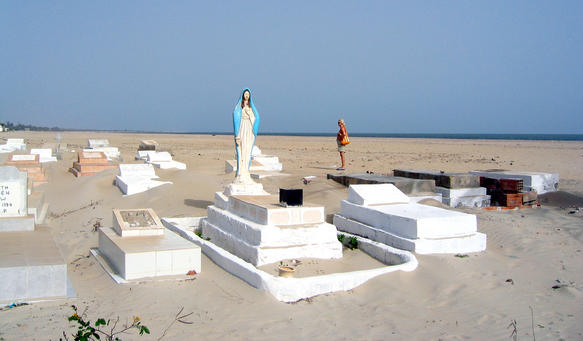
Der Strandabschnitt mit dem muslimischen und christlichen Friedhof

Der muslimische Friedhof von Banjul in der Hauptstadt Banjul des westafrikanischen Staats Gambia ist der zentrale Friedhof für Muslime der Stadt. Er ist der größte muslimische Friedhof und gleichzeitig der größte Friedhof des Landes.

## Lage
Der Friedhof befindet sich nördlich des Banjul-Serekunda Highway kurz vor der Stadt, auf der dem Atlantischen Ozean zugewandten Seite. Direkt benachbart liegt östlich der christliche Friedhof.
Die Küstenerosion ist das größte Umweltproblem Gambias. 60 Prozent des Friedhofs wurden schon bis 2001 von den Fluten beschädigt.